# Paróquia de Livingston
A Paróquia de Livingston é uma das 64 parishes (equivalentes dos condados nos outros estados) do estado americano da Luisiana. A sede da paróquia é Livingston, e sua maior cidade é Livingston. A paróquia possui uma área de 1 820 km² (dos quais 142 km² estão cobertas por água). A população no Censo dos Estados Unidos de 2020 foi de 142 282 habitantes, e tinha uma densidade populacional de 197,5 hab/milha² (76,3 hab/km²) em 2010.